# Ferdinando Farina
Ferdinando Giulio Francesco Alberto Farina (La Spezia, 18 settembre 1877 – Roma, 3 febbraio 1964) è stato un militare e politico italiano.

## Biografia
Allievo dell'Accademia navale di Livorno nel 1891 si rafferma per sei anni e viene promosso guardiamarina nel corpo dello Stato maggiore generale della marina. Si imbarca per la prima volta a bordo della corazzata Vittorio Emanuele il 15 ottobre 1892. Tra il 1897 e il 1904 è assegnato al 1º e 3º dipartimento marittimo e ottiene l'abilitazione per l'incarico al materiale di artiglieria. Encomiato nel 1908 per uno studio circa alcune modifiche funzionali alle navi della Classe Regina Elena, prende parte alla guerra italo-turca e nei primi mesi della prima guerra mondiale è destinato al comando della Maddalena. Passa in seguito al Ministero della marina (Direzione generale Artiglieria e armamenti e Ispettorato agli armamenti) e dal 6 aprile 1917 è responsabile del Comando difesa antiaerea di Taranto.
Dal 1919 al 1922 è sottocapo di Stato maggiore a Napoli, cumulando gli incarichi della difesa costiera, dell'ufficio vigilanza di Pozzuoli e della direzione generale di artiglieria. È stato poi comandante della difesa marittima di Gaeta e della base navale di Napoli, capo di Stato maggiore del comando marittimo di Napoli e del dipartimento dell'alto Tirreno, addetto navale a Londra e aiutante di campo di Sua Maestà il Re.

## Carriera
- 6 agosto 1897 - Guardiamarina
- 16 marzo 1899 - Sottotenente di vascello
- 14 gennaio 1904 - Tenente di vascello
- 16 aprile 1916 - Capitano di corvetta
- 23 marzo 1919 - Capitano di fregata
- 19 aprile 1925 - Capitano di vascello
- 5 agosto 1932 - Contrammiraglio
- 4 dicembre 1933 - Ammiraglio di divisione
- 24 maggio 1936 - Ammiraglio di squadra